# Auguste Édouard Gaulthier de Rigny
Pour les articles homonymes, voir Gaulthier.
Le comte Auguste Édouard Gaulthier de Rigny est un haut fonctionnaire français né le 14 novembre 1785 à Toul et mort à Paris le 23 avril 1842.

## Biographie
Édouard Gaulthier de Rigny est le fils de Jean-François Gaulthier de Rigny (ca. 1750 - av. 1815), ancien capitaine au régiment de Penthièvre-Dragons, retiré fort jeune du service, et de Perpétue Louis, sœur de Joseph-Dominique Louis, qui sera plusieurs fois ministre des Finances sous les deux Restaurations et la monarchie de Juillet. Il est le frère de l'amiral Henri Gaulthier de Rigny (1782-1835) et du général Alexandre Gaulthier de Rigny (1790-1873).
Nommé auditeur au Conseil d'État le 10 novembre 1810, il est maintenu en service extraordinaire et affecté en Espagne en 1811-1812. Auditeur de troisième classe près l'administration de la loterie en 1812 et auditeur de seconde classe près le Conseil des prises en 1813, il est promu maître des requêtes le 4 juillet 1814.
Avec la Seconde Restauration, il est nommé préfet de Saône-et-Loire (juillet 1815-31 janvier 1816). En cette qualité, il appuie, à l'automne 1815, la démarche infructueuse d'Alphonse de Lamartine auprès du baron Pasquier, alors garde des sceaux et ministre de l'intérieur par intérim, pour être nommé sous-préfet de Louhans.
Il est ensuite préfet de la Corrèze (31 janvier 1816-5 avril 1817), du Puy-de-Dôme (5 avril 1817-19 juillet 1820), d'Eure-et-Loir (6 septembre 1830-22 juillet 1833). En 1828, il est porté comme gérant de l'entreprise des remorqueurs sur la Seine. 
Préfet d'Eure-et-Loir, il prend, lors des élections législatives de 1831, clairement partie pour le maire de Chartres, Adelphe Chasles, contre le député libéral sortant François-André Isambert. Ce dernier étant en position très favorable à l'issue du premier tour, la veille du scrutin, il envoie des gendarmes porter des lettres aux électeurs qui n'ont pas voté au premier tour, les rappelant à leur devoir électoral et leur indique qu'un vote en faveur du député Isambert entraînerait une nouvelle révolution. Chasles sera élu avec six voix d'avance.
En 1834, il se présente à la députation d'Eure-et-Loir (arrondissement de Nogent-le-Rotrou) et n'obtient que dix voix. 
Vers 1825, il épouse sa cousine germaine Amélie Charlotte de Bassompierre (1793-1855), fille de Stanislas Louis de Bassompierre (1747-1817) et de Marguerite Perpétue Gaulthier de Rigny (1772- ?). Ils ont deux filles :
- Amélie (1827-1902) qui épouse le 10 mai 1854 Victor de La Cropte de Chantérac (1811-1891)[6] ;
- Marie Noëmi (1833-1887) qui épouse le 2 juin 1860 Antoine Geoffroy de Dampierre (1826-1892), dont postérité[7].

## Sources
- Centre de recherches généalogiques du Perche-Gouët, Histoire des communes, Fiche personnalité, Édouard Auguste Gaultier de Rigny (consulté le 28 décembre 2012)
- Geneanet.org, Édouard Gaultier de Rigny (consulté le 28 décembre 2012)